# Nationalpark Pollino
Pollino National Park (italiensk: Parco Nazionale del Pollino) er en nationalpark i det sydlige Italien der ligger i regionerne Basilicata og Calabrien. Den er Italiens største nationalpark og dækker et areal på 1.925,65 kvadratkilometer.
Parken omfatter Pollino og Orsomarso bjergmassiverne, som er en del af de sydlige 
Appenninerne. Det højeste punkt i parker er Serra Dolcedorme, som er 2.267 meter over havet.
Parkens logo viser det sjældne træ slangebarkfyr. Almindelig Bøg er det mest fremherskende træ. Parken er også hjemsted for mange lægeplanter.
Der er interessante seværdigheder i byerne Rotonda, Castrovillari, Morano Calabro (klosteret Colloreto), Laino Castello, Mormanno, Scalea, Papasidero, Civita, Cerchiara (kirken Madonna delle Armi). Albansktalende samfund findes i San Paolo Albanese, San Costantino Albanese m.fl. I dalen Valle del Mercure er der fundet efterladenskaber af forhistoriske arter som Skovelefant og Hippopotamus major (europæisk gigantflodhest).
Blandt floder og vandløb i området er Lao, Sinni, Coscile, Garga, og Raganello.
Faunaen omfatter kongeørn, italiensk ulv, rådyr, sortspætte, alpekrage, vandrefalk, rød glente, træsyvsover (Dryomys nitedula), ådselgrib, odder og kronhjort